# Ficedula tricolor
Papa-moscas-tricolor ou papa-moscas-azul-ardósia (Ficedula tricolor) é uma espécie de ave da família Muscicapidae.
Pode ser encontrada nos seguintes países: Bangladesh, Butão, China, Índia, Laos, Myanmar, Nepal, Paquistão, Tailândia e Vietname.
Os seus habitats naturais são: regiões subtropicais ou tropicais húmidas de alta altitude.